# 張應吾
張應吾（1583年—1631年），字以壽，號心嚴，貫贵州鎮遠府民籍，江西撫州府金谿縣人，明朝政治人物。同進士出身。

## 生平
少年时跟從父親定居貴州，萬曆二十五年（1597年）丁酉科貴州鄉試第一名舉人。曾任四川榮昌縣教谕。萬曆三十五年（1607年）丁未科會試第二百四十名，三甲一百二十八名進士。刑部观政，授山东青縣知縣，三十八年調繁章丘，以治行高等，四十一年擢兵部武庫司主事，四十五年丁内艱，服除，四十八年補職方司主事。光廟登極，部議督兵轉饷，必簡殊才，奉命提饷银三万两犒遼東，天啓元年（1621年）四月由兵部郎中升山東按察司寧前道副使。天启二年正月，明军广宁兵败，退向山海关，詔仍以副使駐山海關。崇禎四年三月，起原任副使张应吾为陕西副使、庄浪兵备道。至臨洮卒。

## 家族
曾祖张文。祖父张定。父张昂。母戴氏。慈侍下。兄應隆、應期。弟應辰、應斗。
《金溪县志》：傅氏，名元玉，都谏朝佑公女。幼通经史，及笄，适庄浪兵宪张应吾次子继善，事舅姑以孝闻。丙戌兵变，善为兵所残，子泰才三岁，傅抚教之，九岁即受知于督学使者，有神童之号。无何泰复夭，仅遗百日子天祐，傅偕媳胡氏尽瘁抚孤，备尝艰苦，县令旌其闾。